# Hyposidra vittata
Hyposidra vittata là một loài bướm đêm trong họ Geometridae.